# Periclimenes veleronis
Periclimenes veleronis är en kräftdjursart som beskrevs av Lipke Bijdeley Holthuis 1951. Periclimenes veleronis ingår i släktet Periclimenes och familjen Palaemonidae. Inga underarter finns listade i Catalogue of Life.